# 나인티나인
나인티나인(일본어: ナインティナイン, 영어: NINETY-NINE)은 일본의 코미디 듀오이다. 오카무라 다카시와 야베 히로유키로 이루어져 있으며, 1990년 결성되었다. 요시모토 흥업 (도쿄 본사) 소속이다. 약칭은 나이나이(일본어: ナイナイ) 또는 99이다. 비가 갠 뒤 결사대, FUJIWARA, 버펄로 고로와 함께 일본의 오와라이 제4세대의 대표 주자로 꼽힌다.